# François-Josaphat Moreau
François-Josaphat Moreau (1881-1944) est un moine bénédictin français, ancien combattant, fondateur en 1924 de « ligue des Droits du religieux ancien combattant (DRAC) ».

## Biographie
Né le 8 décembre 1881 à Châtellerault, François-Josaphat Moreau entre en 1899 à l’abbaye bénédictine Saint-Martin de Ligugé. Il est contraint par les lois contre les congrégations de 1901 et 1904 de suivre sa formation à l’étranger. Ordonné prêtre, en 1910, à Saint-Jean-de-Latran, il enseigne le droit canonique et la liturgie au Collège pontifical grec de Saint-Athanase.
Lorsque la guerre est déclarée, il rentre en France, est incorporé comme brancardier dans un régiment d’infanterie. Il participe à la bataille de la Marne et à celle du Chemin des dames. Il est distingué pour sa bravoure et doit être soigné après avoir essuyé des gaz.
Après la guerre, en 1924, lorsque le gouvernement d'Édouard Herriot envisage d’expulser de nouveau les congrégations, il s’emploie à mobiliser ces dernières pour dire « non » dans l’esprit de la protestation solennelle du jésuite Paul Doncœur dans sa lettre ouverte à Herriot « Pour l’honneur de la France, nous ne partirons pas ». Il crée la ligue des Droits du religieux ancien combattant (DRAC) qui parvient à faire étendre le statut d’ancien combattant aux prêtres et religieux concernés.

## Œuvres
- Les Forces morales du soldat chrétien, Paris, P. Lethielleux , 1917 ; rééd. La Délégation des siècles, 111 p., 2021  (ISBN 979-8767257508)
- La Prière du soldat français et catholique, Paris, Beauchesne , 1916.
- Les Anaphores des liturgies de Saint Jean Chrysostome et de Saint Basile, comparées aux canons romain et gallican, Paris, Bloud et Gay , 1927.
- DRAC : ses origines, son histoire, ses buts, Paris, Ligue des droits du religieux ancien combattant, 1935.
- Les Forces morales de la jeunesse, Paris, E. Chiron , 1941.

En collaboration :
- F.-J. Moreau, Fernand Laudet, R. P. Gratien, La vivante actualité des ordres religieux, Paris, éditions Spes , 1930.